# Арнолд Бенет
Енох Арнолд Бенет (на английски: Enoch Arnold Bennett), по-известен като Арнолд Бенет, е английски писател.

## Биография
Бенет произхожда от скромно по произход и заможност семейство. Родителите му притежават неголяма къща в Хенли, Стафордшър.
Бащата на Бенет е адвокат от 1976 г. и той още от малък помага в кантората на баща си. Недоволен от заплащането, Бенет се отзовава в Лондон да търси друга реализация в живота. Родителското скъперничество е тема неминуемо застъпвана в творчеството на Бенет до края на живота му.
През 1889 г. Бенет печели литературен конкурс в списание и започва работа като журналист и театрален критик на пълен работен ден. През 1894 г. е вече помощник-редактор в списанието Woman. Четири години по-късно издава първия си роман. Издига се до редактор в списанието.
От 1900 г. Бенет се посвещава изцяло на литературата, заемайки се изцяло с писането на романи, въпреки че, не изоставя изцяло позициите си и на критическото поприще. През 1902 г. умира бащата на Бенет и той през следващите осем години се установява за постоянно в Париж.
От 1903 г. Бенет е до Монмартър и Монпарнас, посветен на писането на романи и пиеси. След пътуване до Америка по стъпките на Чарлс Дикенс, от 1911 г. Бенет е отново в „добрата стара Англия“.
По време на Първата световна война Бенет става директор на пропагандата за Франция в Министерството на информацията. Неговото назначение е по препоръка на Макс Айткън. Бенет отказа рицарско звание през 1918 г.
През 1922 г. Бенет се влюбва в актрисата Дороти Честон, с която остава до края на живота си, след като се разделя с френската си съпруга. Умира от коремен тиф в дома си в „Бейкър Стрийт“, Лондон на 27 март 1931 г. след завръщане от посещение във Франция.
Дъщерята му Вирджиния Елдън живее във Франция и е президент на „Общество Арнолд Бенет“.

## Творчество
В творчеството си Бенет е силно повлиян от Мопасан.
Голяма заслуга на Бенет към критиката е статията му от 1910 г. за романа „Братя Карамазови“ на Достоевски, с който се е запознал на френски. Благодарение на Бенет англосаксонският свят се сдобива с информация за „Второзаконието“ от „Петокнижието“ на Достоевски, след като споделя пред читателите си, че романът съдържа „потресаващи сцени, каквито никога не съм срещал в литературата“. Бенет намира „Братя Карамазови“ като едно от чудесата на света. През 1912 г. излиза преводът на романа на английски от Гарнет и в Англия настъпва истинска „буря“ около романа.
В рецензиите на Бенет, Достоевски е определен като най-руският от всички писатели, а романът му като единственото средство да се разбере руската душа, психологията на мужика и хуманизма на великия руски писател.